# Рабоче-крестьянская боевая организация
«Рабоче-крестьянская боевая организация» («Robotniczo-Chłopska Organizacja Bojowa», РХОБ) — подпольная организация, которая была создана в июле 1941 года и действовала на территории Польши, оккупированной Третьим рейхом.
Организация действовала в Варшаве (руководителем варшавской секции был людовец Людвиг Красинский, «Роман») и в Красниковском повяте Люблинского воеводства (руководителем секции был коммунист Александр Шиманский, «Али»), а также установила контакты с левыми группами в Жирардове, Гарволине, Варце, Рембертове, Веселой, Урсусе и Пясечно.
Организация вела активную антифашистскую пропаганду, призывала население к саботажу распоряжений оккупантов (не платить налоги, не выезжать на работы в Германию, не сдавать продовольственные поставки), провела несколько диверсий (в частности, в октябре 1941 года совершила поджог на одной из фабрик). Ещё одним направлением деятельности была помощь советским военнопленным, в том числе — в ведении антифашистской деятельности и в организации побегов из мест заключения.
В конце 1941 года состоялась первая конференция руководителей «РХОБ», на которой было принято решение активизировать антифашистское сопротивления, вести пропаганду среди населения, оказывать помощь бежавшим советским военнопленным, усилить подготовку к вооружённой борьбе и различными способами добывать оружие и боеприпасы.
По состоянию на начало 1942 года организация включала в себя 9 районных комитетов и 46 отдельных групп, также при организации была создана диверсионная группа из советских военнопленных.
В начале 1942 года активисты организации вошли в состав Польской рабочей партии и Гвардии Людовой.